# Kamal Sido

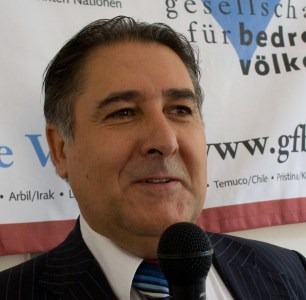
Kamal Sido auf einer Veranstaltung der Gesellschaft für bedrohte Völker, 2011.

Kamal Sido-Kurdaxi (auch: Kemal Sîdo; * 1961 in Afrin, Syrien) ist ein deutsch-kurdischer Menschenrechtsaktivist, der in Deutschland lebt.

## Leben
Sido wuchs in der Region Afrin im kurdischen Teil Syriens auf. Nach der Schulzeit ging er 1980 nach Moskau, wo er Geschichte und Orientalistik studierte. 1989 beendete er seine Studien mit der Promotion am Orientalischen Institut der Akademie der Wissenschaften der UdSSR. Er lebt seit 1990 in Deutschland.
Kamal Sido ist Autor mehrerer Veröffentlichungen in Kurdisch, Arabisch, Russisch, Deutsch und Türkisch. Bis 2006 lebte und arbeitete er in Marburg. Seit 2006 ist er Referent für ethnische, religiöse und sprachliche Minderheiten und Nationalitäten der Gesellschaft für bedrohte Völker (GfbV) in Göttingen. Er ist als Dolmetscher bzw. Übersetzer für Kurdisch, Arabisch und Russisch vereidigt.
Kamal Sido ist in Deutschland bereits seit einigen Jahren in der FDP politisch engagiert und leitete als Vorsitzender 2003–2006 den Ausländerbeirat der Stadt Marburg.

## Werke (Auswahl)
- Sprachführer Kurdisch. Blaue Hörner Verlag, Marburg 1994, ISBN 3-926385-22-7 (Kurmandschi).